# Georg Daniel
Georg Benedict Friedrich Wilhelm Daniel (* 15. Januar 1829 in Rehna; † 8. April 1913 in Schwerin) war ein deutscher Architekt und mecklenburgischer Baubeamter. Er gehörte zu den Vertretern des Historismus.

## Biografie
Georg Daniel war der Sohn des Juristen (Friedrich) Carl Ludwig Daniel (1798–1861) und dessen Ehefrau Sophie Ludolphine Luise Elise, geb. Görbitz. Sein Vater war Advokat und von 1828 bis 1849 Bürgermeister in Rehna, von 1849 bis 1852 im Domanialamt Schwaan tätig und danach von 1852 bis 1860 Bürgermeister in Schwaan.
Daniel heiratete 1862 in Schwerin Elise, geb. Fuchs (1839–1925), die Tochter des Hoftheater-Chordirektors und Schauspielers (Friedrich) August Fuchs und hatten fünf Kinder: Anna (* 1862, verheiratet mit Gustav Brückner), Antonie, Carl, Käte und Margarethe.
Er wuchs in Rehna auf, wo er bis zu seiner Konfirmation 1844 Hausunterricht erhielt. Anschließend besuchte er das Lyzeum in Hannover, ab 1846 die dortige Polytechnische Schule. Nach deren Schließung als Folge der politischen Ereignisse von 1848/49 ging er nach München, um seine architektonischen Studien im Privatatelier des Königlichen Baurates Georg Friedrich Christian Bürklein sowie am Polytechnikum fortzusetzen. Nach Unterbrechung wegen des Militärdienstes setzte er seine Ausbildung 1851 bei Ludwig Lange an der dortigen Königlichen Akademie fort. 1852 kehrte Daniel nach Mecklenburg zurück und begann in Schwaan, wo sein Vater inzwischen Bürgermeister war, sich auf das erste Bauexamen vorzubereiten.
Nach bestandener Prüfung Anfang Mai 1854 erhielt er bis zum Abschluss der Bauarbeiten 1857 eine Anstellung als Bauaufseher auf der von Hermann Willebrand geleiteten Baustelle des Schweriner Schlossumbaus, da ihm noch ein Examensabschluss fehlte. Daneben machte er 1857 erste Entwürfe für Umbauten an Rathaus, Schule und Kirche in Schwaan. Nach einer Italienreise mit dem Architekten Georg Stern, der später beim Bau des Rostocker Universitätshauptgebäudes beteiligt war, ging er 1858 nach Wien, wo er bis 1861 im Büro des Architekten Franz Jakob Kreuter arbeitete, so auch beim Durchbau des Palazzo Grassi in Venedig. In Wien war er auch an der Neugestaltung des Sinaschen Palais und für die Wiener Stadterweiterung tätig.
Am 7. Mai 1861 bestand Daniel in Mecklenburg sein zweites Bauexamen und wurde am 12. Juni 1861 zum Baukondukteur ernannt. Er wurde Mitarbeiter im Büro des Schweriner Architekten Theodor Krüger, bereiste mit ihm 1862 Preußen und die Mark Brandenburg, um mittelalterliche Backsteinbauten zu studieren. Krüger beteiligte ihn fortan an der Planung des Kirchenbaues und an der Bauleitung der in den Jahren 1863 bis 1869 errichteten Kirchen. Dazu gehörte auch seine Mitwirkung an der Planung und Ausführung der Paulskirche in Schwerin.
1867 wurde Daniel Beamter im Baudistrikt Schwerin, 1870 Distriktsbaumeister für die Domanial-Ämter Hagenow-Wittenburg. Auf Wunsch von Großherzog Friedrich Wilhelm übernahm Daniel 1874 die Leitung der Bauverwaltung von Mecklenburg-Strelitz, wo nach dem Tod von Friedrich Wilhelm Buttel 1869 das staatliche Bauwesen unzulänglich geführt wurde. In diese Zeit fällt der Beginn der Restaurierung des Domes in Ratzeburg, der damals zum Strelitzschen Fürstentum Ratzeburg gehörte.

### Schwerin ab 1880
1880 kehrte Daniel nach Schwerin zurück und wurde als Baurat für das Domanium und die Forsten mit Sitz und Stimme ins Kammerkollegium berufen und wurde zugleich Leiter der Verwaltung der Staatsbauten. Im November 1887 wurde Daniel auch in die durch den Großherzog Friedrich Franz III. neu geschaffene Commission zur Erhaltung der Denkmäler und Alterthümer des Landes zu Schwerin berufen, der er bis zu seiner Pensionierung angehörte. Ein besonderes Vertrauensverhältnis gab es ab 1888 zwischen dem Großherzog Friedrich Franz III. und Daniel beim Bau des von Arthur von Bernstorff gestifteten Schweriner Domturmes und dem Umbau des Helenen-Paulownen-Mausoleum in Ludwigslust zur Grablege für Friedrich Franz III. Erst nach der Beisetzung des verstorbenen Großherzogs wurde im April 1898 mit den Umbauarbeiten begonnen, die schon im Juni 1898 fertiggestellt waren.
In den folgenden zwei Jahrzehnten entstanden mehrere stadtbildprägende Bauten in Schwerin, wie das Theater, das Kollegiengebäude II, der Domturm, die Knaben-Realschule oder die Landesversicherungsanstalt. Als Geheimer Oberbaurat war er bis zu seiner Pensionierung 1911 in Schwerin tätig.

### Bedeutung in Mecklenburg und stilistische Ausrichtung
Daniel war Ende des 19. bis Anfang des 20. Jahrhunderts durch seine hervorgehobene Stellung in der großherzoglichen Bauverwaltung und durch zahlreiche, nach seinen Plänen verwirklichten Bauten der wichtigste Architekt in Mecklenburg. Im Hinblick auf seine gestalterischen Leistungen waren ihm allerdings die im Lande tätigen Zeitgenossen wie Theodor Krüger, Hermann Willebrand und Gotthilf Ludwig Möckel ebenbürtig. Georg Daniel war ein ausgeprägter Vertreter des historistischen Bauens, lässt sich aber auf eine Stilrichtung nicht festlegen. In seinen zahlreichen Kirchenbauten, die alle der landestypischen Backsteinbauweise verpflichtet sind, vertritt er konsequent die Neugotik. Die meisten seiner Kirchenbauten wirken akademisch streng und zeigen nur wenige gestalterische Varianten. Dafür waren die kirchlichen Bauvorschriften ebenso maßgebend wie die Vorgaben der staatlichen oder kirchlichen Auftraggeber. Bei der Restaurierung vieler mittelalterlichen Kirchen im Lande war er nicht nur als Staatsbaumeister zuständig, sondern brachte sich hier auch als Mitglied der Großherzoglichen Commission zur Erhaltung der Denkmäler ein, der er als Mitglied vom Gründungsjahr 1887 bis 1911 angehörte.

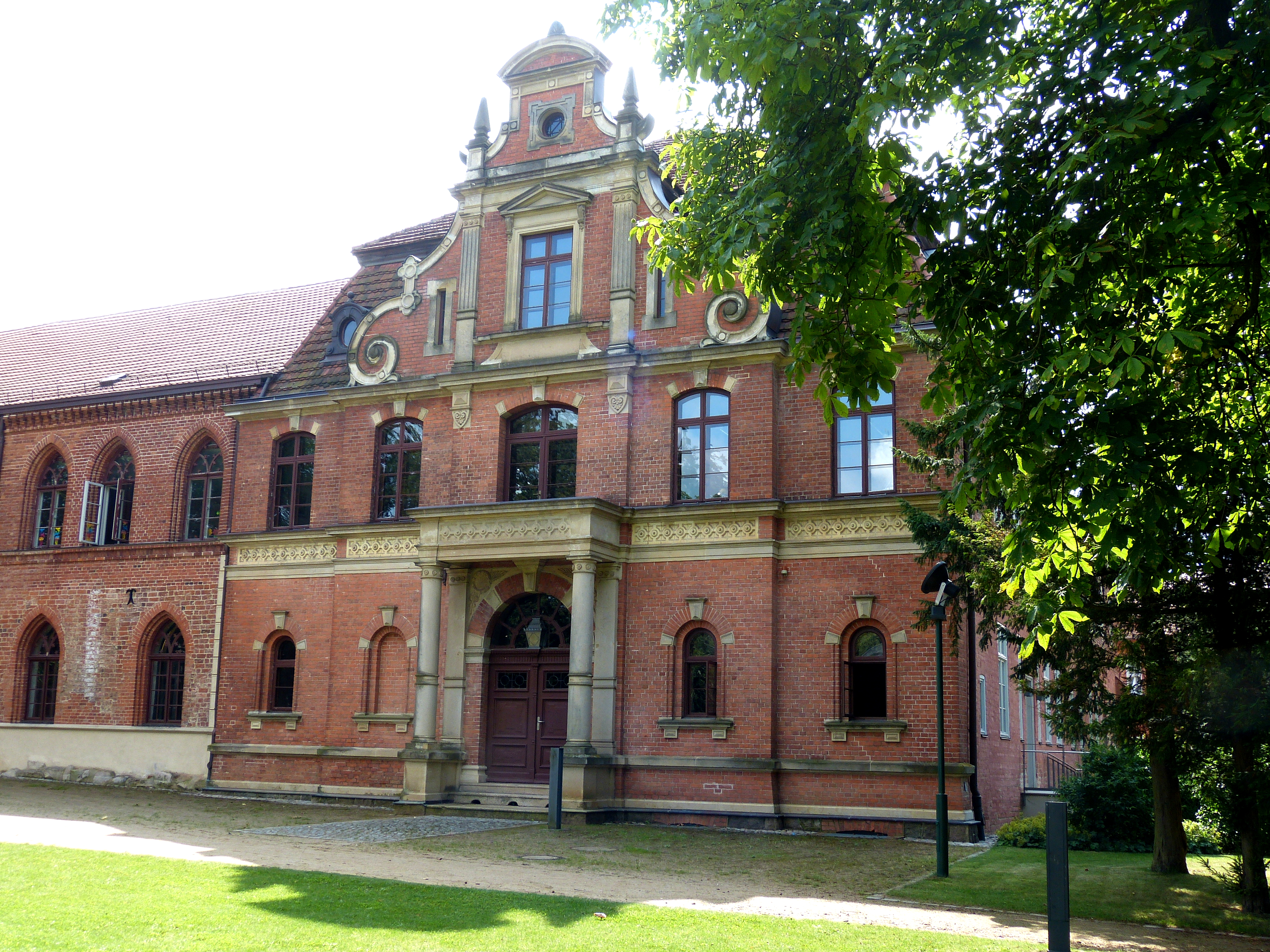
Kloster Dobbertin, Nordgiebel Dominahaus 2014

Bei Entwürfen öffentlicher Gebäude griff Daniel häufig auf Renaissanceformen zurück, wie bei der Planung für das ab 1882 entstandene Hoftheater am Alten Garten in Schwerin. Formen der niederländisch beeinflussten Renaissance griff Daniel beim Gutshaus in Bernstorf, beim Hahn’schen Mausoleum in Bristow und beim Giebel des sogenannten Dominahauses im Kloster Dobbertin auf.
Zweimal wurde Daniel auch von den Landesklöstern in Dobbertin und in Malchow in Anspruch genommen. Während ihm in Dobbertin mit dem Bau eines Schmuckgiebels am Dominahaus eher ein Verschönerungsauftrag zuteilwurde, war es in Malchow ein Brand, der die Erneuerung der schwer beschädigten Klosterkirche notwendig machte. Der Dobbertiner Auftrag in der bedeutenderen Gesamtanlage erfolgte in Übereinstimmung mit den Festlegungen des Landtages, der auf alle finanziellen Aktivitäten der Landesklöster sein Augenmerk richtete. Da das Gebäude der Frau Domina als Vorsteherin des adligen Damenstifts innerlich wie äußerlich des Klosters Dobbertin nicht würdig war und den ganzen Klosterplatz verunstaltete, genehmigte der Landtags-Ausschuss schon 1884 die Aufwertung des sogenannten Dominahauses. Man beauftragte Georg Daniel mit dem Aus- und Durchbau der Domina-Wohnung und im November 1886 konnte man bei einer Besichtigung vor Ort feststellen, dass alles nach Zufriedenheit der hochwürdigen Frau Domina ausgefallen ist. Mit der stilistischen Auffälligkeit wird durch Daniels Schmuckgiebel der Sitz und die Stellung der Vorsteherin des Konvents nicht nur aufgewertet, hier war es gewollt, denn gegenüber residierte in einem ebenfalls dominanten barocken Haus der Klosterhauptmann als Geschäftsführer des Wirtschaftsunternehmen Kloster Dobbertin.
Der Versuch, seine Architekturlaufbahn mit dem Entwurf für das neue Archivgebäude in Schwerin zu krönen und abzuschließen, misslang trotz mehrerer Lösungsvarianten. Angesichts der sich mit dem Beginn des 20. Jahrhunderts durchzusetzenden Abkehr vom Bauen in historischen Formen zugunsten weitgehend funktional bestimmter und auf Materialgerechtigkeit basierender Lösungen wurde ein der Reformarchitektur verpflichteter Entwurf seines Amtsnachfolgers Paul Ehmig bevorzugt.

### Restaurator
Als Baurestaurator hatte Daniel Verdienste an der Wiederherstellung zahlreicher in ihrem Bestand gefährdeter Gebäude. Von seinen Kirchenrestaurierungen war die des Ratzeburger Domes die langwierigste und für ihn erfolgreichste. Für die Geschichte der mecklenburgischen Denkmalpflege bedeutsam sind seine umfassenden Restaurierungen an den Pfarrkirchen in Güstrow, Penzlin und St. Nikolai in Rostock, die Erneuerung der Klosterkirche in Malchow von 1888 bis 1890 im neugotischen Stil und die Realisierung der seit 1840er Jahren verfolgten Planung eines der historisch und städtebaulichen Bedeutung des Schweriner Domes entsprechenden Turmbaues. Auch Daniels Restaurierungsmaßnahmen am Schloss in Güstrow waren nachhaltig wirkende Schritte bei der Substanzsicherung dieses Baudenkmals. So fand 1886 nach seinem Entwurf die seit der Mitte des 19. Jahrhunderts anstehende, wegen starken Verfalls längst fällige Restaurierung des für die Gestalt des Güstrower Schlosses wichtigen Südwestgiebels statt.

## Ehrungen
Daniel erhielt mehrere Auszeichnungen, so bei der Wiedereinweihung des Ratzeburger Doms das Ritterkreuz des Ordens der Wendischen Krone. Weiter wurde er mit der Medaille für Wissenschaft und Kunst in Gold und einer Gedächtnismedaille ausgezeichnet.
- 1861 Baukondukteur
- 1870 Distriktbaumeister, Landbaumeister
- 1880 Baurat
- 1883 Ritterkreuz des Ordens der Wendischen Krone
- 1897 Komturkreuz
- 1911 Großkomturkreuz mit Stern des Ordens der Wendischen Krone

Daniel wurde im Alter von 82 Jahren am 1. Juli 1911 pensioniert und starb am 8. April 1913.
Sein Grab befindet sich auf dem Alten Friedhof in Schwerin.

## Werke (Auswahl)

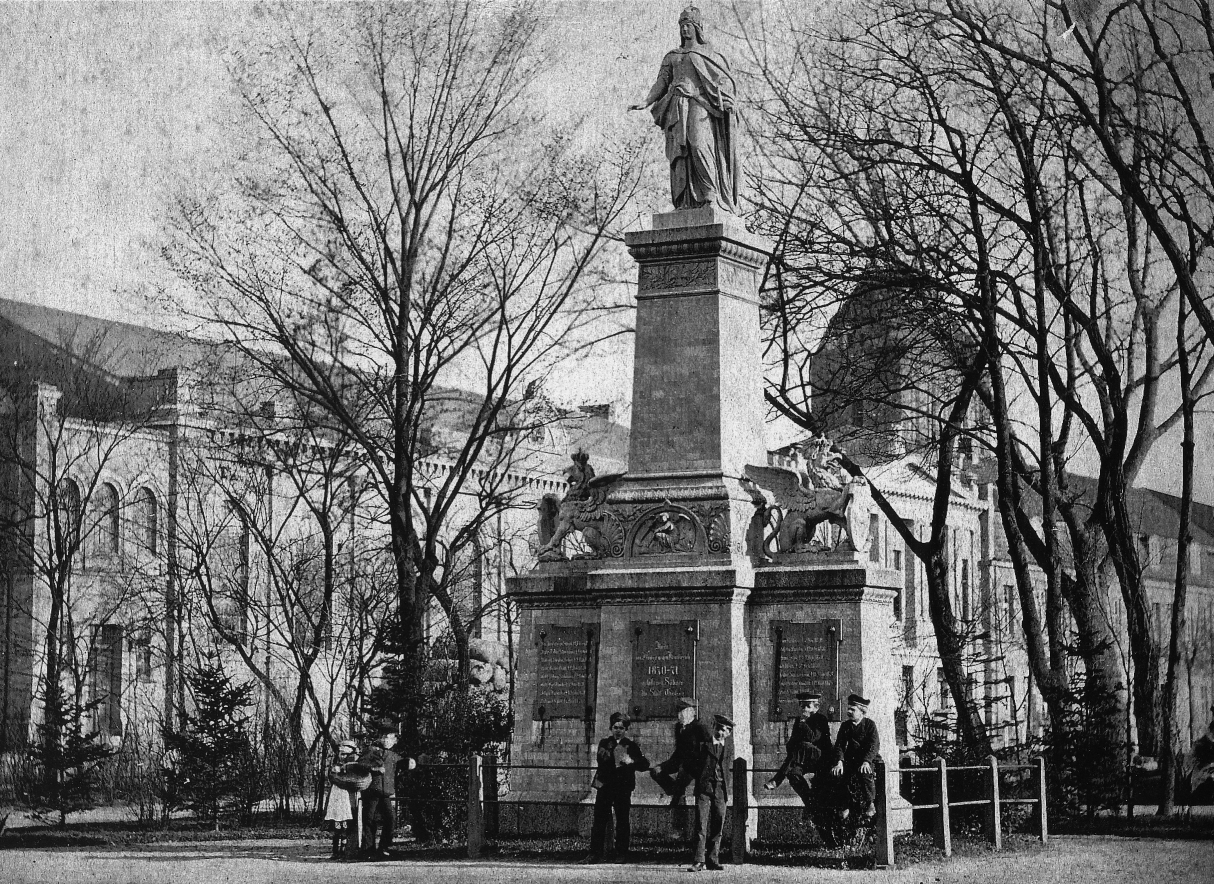
Kriegerdenkmal 1870/1871 in Güstrow

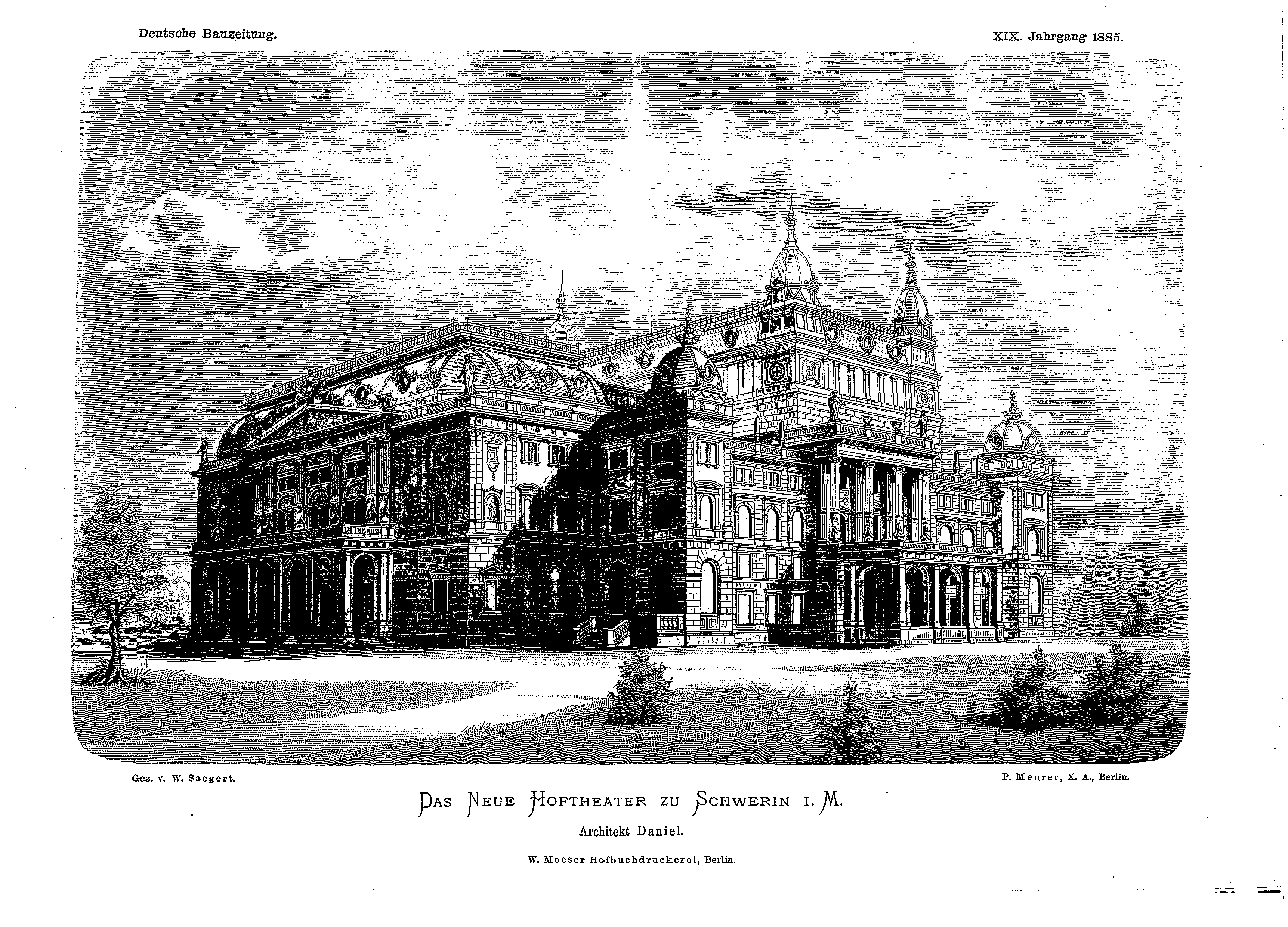
Schweriner Hoftheater

- 1857 Gutshaus Löwitz, sein erster Entwurf.
- 1863–1871 Durchbau von Schloss und Klosterkirche Ivenack.
- 1865 Dorfkirche Vietlübbe
- 1866 Umbau der Schweriner Synagoge, Schlachterstraße,  zusammen mit Diederich Carl Susemihl, 1938 zerstört.
- 1866–1867 Dorfkirche Groß Eichsen
- 1868–1869 Haupt-Steuer-Amtsgebäude Schwerin, Am Packhof 1. mit Albert Dornblüth.
- 1868–1872 Schloss Gültz.
- 1869–1871 Schloss Tressow.
- 1870–1871 Herrenhaus Vanselow.
- 1870–1871 Gesamtentwurf Kriegerdenkmal in Güstrow, Wallanlage. 1876 Einweihung, 1910 abgerissen.
- 1870–1873 Neubau Stadtkirche Malchow.[18]
- 1875–1878 Dorfkirche in Remplin.
- 1875–1878 Dorfkirche Buchholz bei Rostock.
- 1875–1879 Dorfkirche Picher.
- 1875–1879 Stadtkirche Hagenow mit Turmneubau durch Gustav Hamann.
- 1875–1881 Restaurierung und Umbau des Ratzeburger Doms und 1893–1899 mit Friedrich Wilhelm J. Rickmann.
- 1876–1877 Dorfkirche Groß Quassow.
- 1876–1878 Dorfkirche Bristow und Mausoleum der Familie von Bassewitz.
- 1877 Knabenschule Tiergartenstraße 31 in Neustrelitz.
- 1877–1878 Turm der Kirche Lüssow.
- 1877–1878 Stadtkirche Penzlin.
- 1879–1881 Dorfkirche Beseritz.
- 1877–1880 Herrenhaus Bernstorf.
- um 1880 Herrenhaus Tarnow[19]
- 1880–1883 Pfarrkirche St. Marien in Güstrow mit Friedrich Koch.
- 1881–1883 Erweiterung der Nervenheilanstalt Sachsenberg.
- 1882 Anna-Hospital Schwerin, Platz der Jugend 25/26, ältestes Kinderkrankenhaus in Mecklenburg.
- 1882–1886 Neubau des Großherzoglichen Hoftheaters Schwerin, Alter Garten 2, mit Gustav Hamann und Carl Raspe.
- 1882–1885 Knaben-Realschule in der Grenadierstraße, heute Friedensschule, Schwerin Friedensstraße 14, mit Carl Raspe, dazu Turnhalle 1887.
- 1883–1886 Westlicher Domkreuzgang in Schwerin als Regierungsbibliothek.
- 1885–1887 Herrenhaus Niendorf bei Bad Kleinen.
- 1885–1888 Umbau Schloss Güstrow
- 1885–1889 Marienkirche Friedland, Berater von Eugen Friedrich Müschen.
- 1884–1886 Kloster Dobbertin, Schmuckgiebel und Durchbau, sog. Dominahaus.[20]
- 1887–1889 Herrenhaus Beseritz.[21]
- 1888–1890 Borwin-Brunnen, Güstrow, Pferdemarkt mit Rudolf Thiele.
- 1888–1890 Klosterkirche Malchow.
- 1889 Dorfkirche Rostock-Toitenwinkel
- 1889–1890 Ersparnis-Anstalt Schwerin, Puschkinstraße 2/4, Lindenstraße 1.
- 1889–1893 Domturm Schwerin.
- 1890–1892 Kollegiengebäude II in Schwerin, Schloßstraße 6–8.
- 1891–1894 Nikolaikirche in Rostock mit Gustav Studemund.
- 1891–1893 Umbau Herrenhaus Groß Plasten.
- 1892–1893 Landesversicherungs-Anstalt Schwerin, Lübecker Straße 142.
- 1894–1896 Wiederherstellung der Marienkirche in Waren.
- 1895 Bömitz, Umbau Herrenhaus.
- 1886–1890 Quadenschönfeld, Erweiterung des Herrenhauses.[22]
- 1896–1900 Herrenhaus Alt Rehse.
- 1897 Umbau Helenen-Paulownen-Mausoleum im Schlosspark zu Ludwigslust.
- 1899–1900 Rektor-Wohnhaus in Schwerin, Steinstraße 21.
- 1908–1909 Entwurf für das Geheime und Hauptarchiv Schwerin, nicht ausgeführt.

## Nachlass
Nachlassteile von Georg Daniel befinden sich im Landeshauptarchiv Schwerin sowie in der Landesbibliothek Mecklenburg-Vorpommern in Schwerin. Darunter befinden sich sechs Schreiben des Großherzogs Friedrich Franz III. von Mecklenburg-Schwerin zum Bau des Turmes am Dom sowie Wünsche für seine Begräbnisstätte, 1888–1890. Seine 12 erhaltenen Skizzenbücher befinden sich in der Landesbibliothek.

### Gedruckte Quellen
- Mecklenburgische Jahrbücher (MJB)

### Ungedruckte Quellen
- Landeshauptarchiv Schwerin (LHAS)
  - LHAS 3.2-3/1 Landeskloster/Klosteramt Dobbertin. Nr. 4624, Grundrisse zur Wohnung der Frau Domina.
  - LHAS 5.11-2 Landtagsverhandlungen, Landtagsversammlungen, Landtagsprotokolle und Landtagsausschuß.
  - LHAS 5.12-5/10 Zentralbauverwaltung, Verwaltung der Staatsbauten.
  - LHAS 10.9 – D/S Daniel, Georg. Tagebuch (nachgelassene Selbstbiographie)
  - LHAS 12.3-1 Hofbauamt. Großherzogliche Vermögensverwaltung, Bauabteilung, Mappe 14.
  - LHAS 12.3-2 Finanzministerium, Abt. Hochbau.
  - LHAS 13.1-1 Ortsbildersammlung. Bauzeichnungen zu öffentlichen Gebäuden.
  - LHAS 13.1-2 Bildersammlung. Personen, Nr. 3, 4. Foto um 1910, um 1860 (nach Ölgemälde)
- Landeskirchliches Archiv Schwerin. (LKAS)
  - OKR, Specialia, Plansammlung Schwerin/Dom Nr. 124, 125.
  - Plansammlung, Schwerin Domturm und Domkreuzgang.
- Landesamt für Kultur und Denkmalpflege. (LAKD)
  - LAKD, Abt. Denkmalpflege, Plansammlung C 380.
  - LAKD, Landesbibliothek Mecklenburg-Vorpommern, Skizzenbücher.
- Staatliches Museum Schwerin
  - Kupferstichkabinett, Schwerin, Dom.
- Stadtarchiv Schwerin
  - Plansammlung, Schwerin Schule Friedensstraße, Heilanstalt Sachsenberg, Sparkasse Puschkinstraße/Lindenstraße.
- Stadtarchiv Schwaan
  - Plansammlung, Schwaan Schule, Rathaus.
- Stadtarchiv Rostock
  - Plansammlung, Rostock St. Nikolaikirche.